# Jorge Pereira da Silva
Jorge Pereira da Silva, mais conhecido como Jorginho (Oscar Bressane, 4 de dezembro de 1985), é um futebolista brasileiro que atua como atacante. Atualmente, joga pelo Blooming.

## Carreira
Jorginho nasceu na Bahia, aonde iniciou sua carreira com 13 anos de idade nas categorias de base do Bahia.
Em 2004, Jorginho foi transferido para o mercado japonês para jogar na maior liga do país, a J. League. No Japão, ele construiu uma carreira espetacular jogando em grandes equipes, como o Nagoya Grampus e o Sanfrecce Hiroshima. Jorginho também jogou pelo Tokushima Vortis e FC Gifu durante a sua estada no Japão.
Em 2008, Jorginho volta para o seu país de origem para jogar pelo Mixto, Bahia e Águia Negra onde ele mantém sua performance de 0,5 gols por jogo. Em 2009, Jorginho vai para o exterior mais uma vez para confirmar o seu futebol. Juntou-se ao Al-Mabarrah do Líbano, time do Campeonato Libanês de Futebol que disputa competições importantes, como a FA Cup e a Liga dos Campeões Árabes Unidos.
Jorginho foi para o seu segundo ano consecutivo na Europa atuando pelo Qormi FC, da primeira divisão do futebol maltês.
Em 2012, ele assinou contrato com o Kecskeméti da Hungria e, no ano seguinte, assinou com o Blooming da Bolívia.

## Família
Jorginho é o irmão mais novo do ex-atleta profissional Uéslei, que também atuou como atacante. Uéslei jogou por times como Flamengo, São Paulo, Internacional e Atlético Mineiro, além de grandes passagens pelo futebol japonês atuando pelo Nagoya Grampus Eight, Sanfrecce Hiroshima e Oita Trinita.